# Black petrol
Black petrol（ブラックペトロール）は、京都、大阪を拠点とする日本のエクスペリメンタルジャズヒップホップバンド。

## 概要
ジャズを軸とした自由度の高い生演奏に、キャラクターの異なる2人の個性的なMCのラップを組み合わせた演奏を特徴とした7人組バンドとして2017年京都で結成。2019年にサックス担当のメンバーが脱退しDaiki Yasuharaが加入。2023年にサマーソニック2023出演。2024年、フジロックフェスティバル24出演。

## メンバー
- takaosoma（タカオソウマ）

ギター
- SOMAOTA（ソウマオオタ）

MC
- ONISAWA（オニサワ）

MC
- たけひろ

ベース
- 安原大貴（やすはらだいき）

サックス、フルート
- 石尾紘樹（いしおひろき）

キーボード
- Almin（アルミン）

ドラム

## 来歴
2017年
- 京都の大学のジャズ研究サークルにてtakaosomaを中心にインストゥルメンタル・ヒップホップバンドとして結成し、SNSを通じてtakaosomaと知り合ったSOMAOTAとONISAWAが加入。

2019年
- 11月 1st EP「Q'uoted By」リリース。

2020年
- 4月 2nd EP「UnIdentified ChildRen」リリース。

2021年
- 2月～4月 3ヶ月連続でのシングルリリースとして「TABU」「astral pumpkin」「God Breath」を配信リリース[3]。
- 12月 1st ALBUM「MYTH」リリース。

2023年
- 8月 サマーソニック2023出演。[4]

2024年
- 7月 フジロックフェスティバル2024出演。

2025年
- 1月 3rd EP「Insomniac Reveries」リリース[5]。
- 5月 2025年北京スーパーストロベリーミュージックフェスティバル出演。[6]

## ディスコグラフィ

### シングル
| リリース日     | タイトル           |
| -------------- | ------------------ |
| 2021年2月19日  | TABU               |
| 2021年3月17日  | astral pumpkin     |
| 2021年4月16日  | God Breath         |
| 2021年11月10日 | Akross             |
| 2022年12月14日 | PLUS ONE           |
| 2024年9月18日  | Howlin' collective |

### 参加作品
| リリース日     | タイトル                                | 曲目                            |
| -------------- | --------------------------------------- | ------------------------------- |
| 2023年10月18日 | anthem (Dino.Jr × Kingo × Black petrol) | anthem                          |
| 2021年10月13日 | STREET GIG (空音 feat. Black petrol)    | STREET GIG (feat. Black petrol) |